# Alessandro Serenelli
Alessandro Serenelli (ur. 2 czerwca 1882 w Paterno, zm. 6 maja 1970 w Maceracie) – włoski morderca, zabójca Marii Goretti (późniejszej świętej Kościoła katolickiego). Po odbyciu kary więzienia został tercjarzem, a następnie zamieszkał w klasztorze kapucynów w Maceracie.

## Życiorys
Serenelli miał ośmioro rodzeństwa. W 1902 rodzina przeprowadziła się z Marchii do Lacjum, gdzie Alessandro poznał Marię Goretti (późniejszą świętą Kościoła katolickiego). Zaczął on nagabywać dziewczynę, ale ta zawsze odmawiała. 5 lipca 1902, po ponownej odmowie, pchnął ją 14 razy nożem. Ofiara zmarła dzień później.
Sąd skazał Serenellego za zabójstwo na 30 lat więzienia. Uniknął on dożywocia, ponieważ według ówczesnego prawa włoskiego był młodociany.
Karę odbywał w latach 1903–1918. Był więźniem w Notto, gdzie pracował jako ogrodnik. W związku z amnestią po zwycięstwie Włoch w I wojnie światowej i jako nagrodę za dobre sprawowanie wyszedł trzy lata przed ustalonym terminem końca odbywania kary. 
Po opuszczeniu więzienia, gdzie doświadczył głębokiego żalu za swój czyn, w wigilię roku 1934 odwiedził matkę Marii, prosząc ją o przebaczenie. Następnie wstąpił do kapucynów w Maceracie. Przez resztę życia pracował w klasztorze. Zmarł 6 maja 1970.
Duchowej przemianie Alessandro Serenellego po zabójstwie Marii Goretti poświęcona jest powieść flamandzkiego pisarza Willema Putmana (posługującego się pseudonimem Jean du Parc) pt. De hemel boven het moeras. Powieść została przełożona na język polski przez Zygmunta Bruskiego jako Niebo nad moczarami, Warszawa 2002. W filmie dramatycznym Maria Goretti (reż. Giulio Base, 2003) w rolę Serenellego wcielił się Fabrizio Bucci.